# Лебедев, Николай Афанасьевич (писатель)
Никола́й Афана́сьевич Ле́бедев (1813 год — 31 июля 1896 года, Санкт-Петербург) — русский писатель, журналист, редактор газеты «Производитель и Промышленник». Автор многочисленных очерков, статей и рассказов. В 40-х годах XIX века сотрудничал с изданиями «Иллюстрации» и «Литературная газета».

## Биография
Николай Афанасьевич обучался в Военно-учительском институте I округа военных поселений, а затем, состоя на службе в Пятом отделении Собственной Его Императорского Величества Канцелярии, в 1859 году получил звание учителя русского языка.

## Творчество
Некоторые статьи, издания и публикации Н. А. Лебедева:
- «Петербургские свахи» (эскиз) — первое произведение, напечатан в журнале «Иллюстрации»;
- «Город Самара» (статья);
- «О бирках и времени их употребления в России» (статья);
- «Практический человек» (очерк);
- «Фитюлин» (очерк);
- «Ворожея» (легенда);
- «Рассказы для государственных крестьян» (брошюра, 1854 год);
- «Лейб-гвардии Финляндский полк под с. Госсою в 1813 г.» (брошюра);
- «Макарий митрополит московский» (очерк, 1882 год).